# Johann Peter Gustav Lejeune Dirichlet
Johann Peter Gustav Lejeune Dirichlet (Düren, 13 de fevereiro de 1805 — Göttingen, 5 de maio de 1859) foi um matemático alemão, a quem se atribui a moderna definição formal de função.

## Vida
Sua família era originária da cidade de Richelet, na Bélgica, origem de seu apelido "Lejeune Dirichlet" ("o jovem de Richlet").
Dirichlet nasceu em Düren, onde seu pai era chefe dos correios. Foi educado na Alemanha e na França, onde foi aluno de Simeon Denis Poisson e Jean-Baptiste Joseph Fourier. Sua primeira publicação foi sobre o Último teorema de Fermat, a famosa conjectura (hoje provada) que afirmava que para {\displaystyle \;n>2}, a equação {\displaystyle \;x^{n}+y^{n}=z^{n}} não possui soluções inteiras, com exceção da solução trivial em que {\displaystyle \;x} , {\displaystyle \;y} , ou {\displaystyle \;z}  é zero, para a qual concebeu uma prova parcial para {\displaystyle \;n=5} , que foi completada por Adrien-Marie Legendre, que foi um dos avaliadores. Dirichlet também completou sua própria demonstração quase ao mesmo tempo; mais tarde, ele também forneceu uma prova completa para o caso de {\displaystyle \;n=14}.
Os seus contributos mais relevantes para a matemática centrar-se-ão provavelmente no campo da teoria dos números, prestando especial atenção ao estudo das series, e no desenvolvimento da teoria das séries de Fourier. Aplicou as funções analíticas ao cálculo de problemas aritméticos e estabeleceu critérios de convergência para as séries. No campo da análise matemática aperfeiçoou a definição e conceito de função, e em mecânica teórica centrou-se no estudo do equilíbrio de sistemas e no conceito de potencial newtoniano.
Casou com Rebecka Mendelssohn, originária de uma distinta família, a neta do filósofo Moses Mendelssohn e irmã do compositor Felix Mendelssohn.
Gotthold Eisenstein, Leopold Kronecker e Rudolf Lipschitz foram seus alunos. Após a sua morte, os escritos de Dirichlet e outros resultados em teoria dos números foram recolhidos, editados e publicados por seu amigo e colega matemático Richard Dedekind sob o título Vorlesungen über Zahlentheorie (Aulas sobre Teoria dos Números).
Foi eleito membro da Academia de Ciências da Baviera.

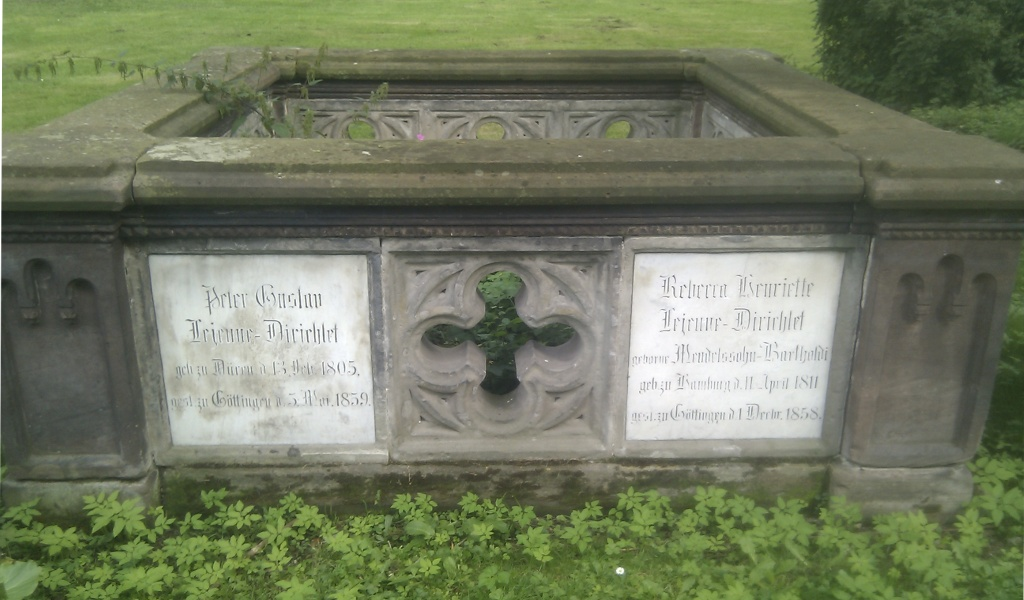
Sepultura de Peter e Rebecka Lejeune Dirichlet em Göttingen

Esta sepultado no Bartholomäusfriedhof em Göttingen.

## Publicações
- Sur la convergence des séries trigonométriques qui servent à représenter une fonction arbitraire entre des limites données, Journal für reine und angewandte Mathematik 4, 1829, S. 157–169; bei Google Books; Arxiv
- Beweis des Satzes, dass jede unbegrenzte arithmetische Progression, deren erstes Glied und Differenz ganze Zahlen ohne gemeinschaftlichen Factor sind, unendlich viele Primzahlen enthält. Abhandlungen der Königlichen Preußischen Akademie der Wissenschaften zu Berlin, 1837, S. 45–71

### Emitido postumamente
- Richard Dedekind (Hrsg.): Untersuchungen über ein Problem der Hydrodynamik. Artigos da Royal Society of Sciences em Göttingen 8, 1860, pp. 3-42
- Richard Dedekind (ed.): Vorlesungen über Zahlentheorie. Friedrich Vieweg und Sohn, Braunschweig 1863 1871 1879 1894 (editado após palestras de Dirichlet no inverno de 1856/57 e complementado por Richard Dedekind) archive.org no Google Books: 1. edição; no arquivo da internet: 2., 2., 2., 2., 3., 3., 3., 3., 4., 4. edição; no GDZ: 2. edição
- F. Grube (Hrsg.): Vorlesungen über die im umgekehrten Verhältniss des Quadrats der Entfernung wirkenden Kräfte, B. G. Teubner, Leipzig 1876 1887 (de acordo com as palestras de Dirichlet do inverno de 1856/57; no arquivo da Internet: 1., 1. edição; da Cornell University: 2. edição)
- G. Lejeune Dirichlet’s Werke. In zwei Bänden, Georg Reimer, Berlim
  - Leopold Kronecker (ed.): Erster Band, 1889 com retrato; im Internet-Archiv, dito)
  - Leopold Kronecker, Lazarus Fuchs (Hrsg.): Zweiter Band, 1897 (im Internet-Archiv)
- Kurt-R. Biermann (ed.): Briefwechsel zwischen Alexander von Humboldt und Peter Gustav Lejeune Dirichlet, Akademie-Verlag, Berlim  1982